# Judah Taylor
Judah Taylor (* 10. November 1998) ist ein Leichtathlet aus Trinidad und Tobago, der sich auf den Sprint spezialisiert hat.

## Sportliche Laufbahn
Erste internationale Erfahrungen sammele Judah Taylor bei den CARIFTA Games 2015 in Basseterre, bei denen er mit 51,32 s im Vorlauf über 400 Meter ausschied und mit der 4-mal-400-Meter-Staffel in 3:14,23 min die Silbermedaille gewann. Im Jahr darauf belegte er bei den U20-Weltmeisterschaften in Bydgoszcz in 3:08,28 min den sechsten Platz mit der Staffel und 2017 siegte er mit der Staffel in 3:09,32 min bei den CARIFTA Games in Willemstad. Anschließend belegte er bei den U20-Panamerikameisterschaften in Trujillo in 47,72 s den sechsten Platz im 400-Meter-Lauf und gewann mit der Staffel in 3:10,36 min die Bronzemedaille. 2023 nahm er an den Panamerikanischen Spielen in Santiago de Chile teil und belegte dort in 39,54 s den vierten Platz mit der 4-mal-100-Meter-Staffel.
2016 wurde Taylor trinidadisch-tobagischer Meister in der 4-mal-400-Meter-Staffel sowie 2023 in der 4-mal-100-Meter-Staffel.

## Persönliche Bestzeiten
- 100 Meter: 10,41 s (+1,4 m/s), 29. Juli 2023 in Port-of-Spain
- 200 Meter: 20,86 s (+1,3 m/s), 11. Mai 2019 in Arima
- 400 Meter: 46,96 s, 7. April 2019 in Marabella